# Loeriesfontein
Loerisfontein est un bourg sud-africain de la province de Cap-Nord. La ville comptait, en 2001, 2 408 habitants répartis sur 8,41 km2.

## Géographie
Loeriesfontein est située en plein désert mais a 150 km de l'océan. La ville est située dans la périphérie des Roggueveldberg, une chaine de montagnes au nord du cap. Le village est proche d'un fleuve qui l'alimente, le Swarrtkolkvloer. De plus la région est riche en minerai notamment le cuivre et le diamant.

## Personnalités locales
- Eli Louw, ancien ministre et député du Namaqualand